# 透明帶
透明带（zona pellucida）是一种特殊的细胞外基质，包围着哺乳动物卵母细胞的质膜。它是卵母细胞的重要组成部分。透明带首先出现在次级卵泡中，呈嗜酸性。它由卵母细胞和卵泡分泌。透明带被一层放射状排列的高柱状卵泡细胞包围，称放射冠。当卵子从卵巢排出时，放射冠的细胞会保护卵子。 

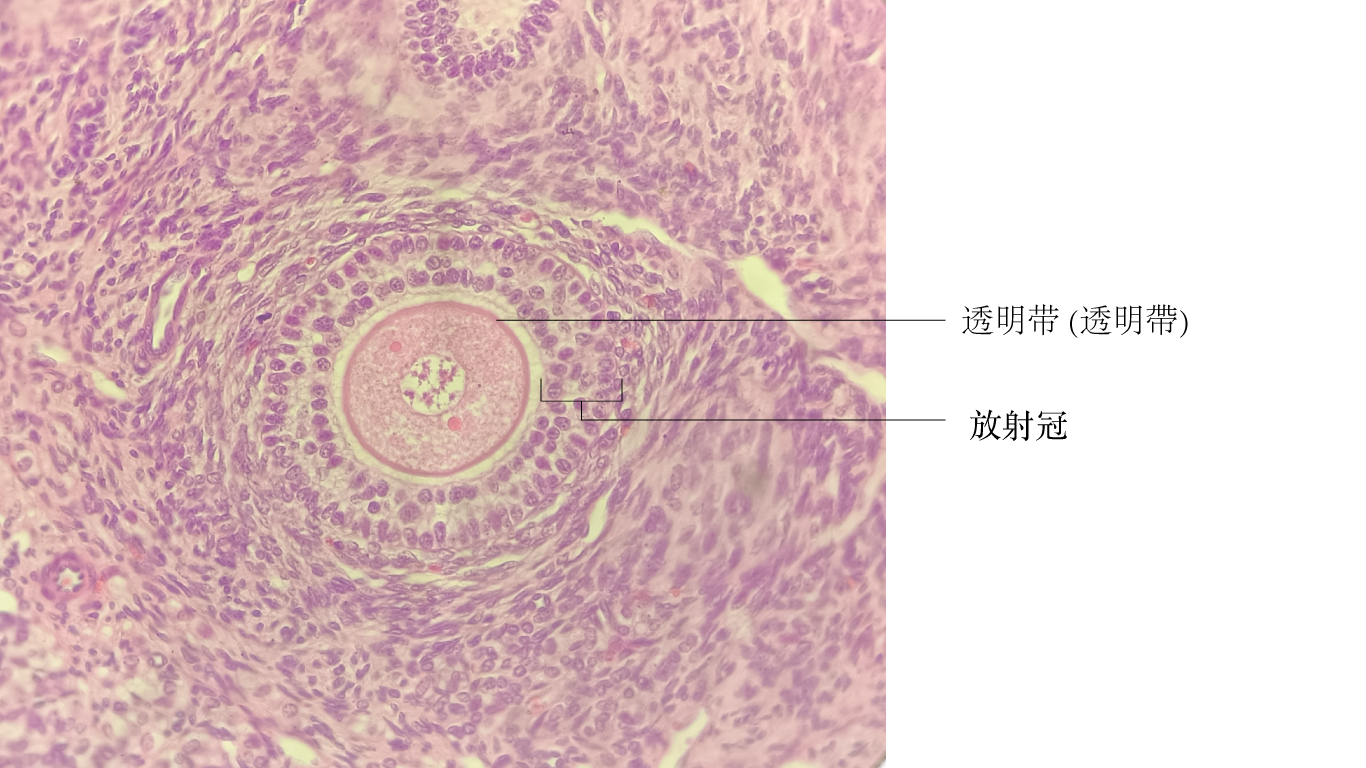
图示兔透明带

在当透明带上蛋白（ZP3）与获能精子细胞膜上相应受体介导下，精子的顶体外膜与精子质膜融合形成孔道，顶体酶释出，溶蚀、穿越放射冠和透明带。

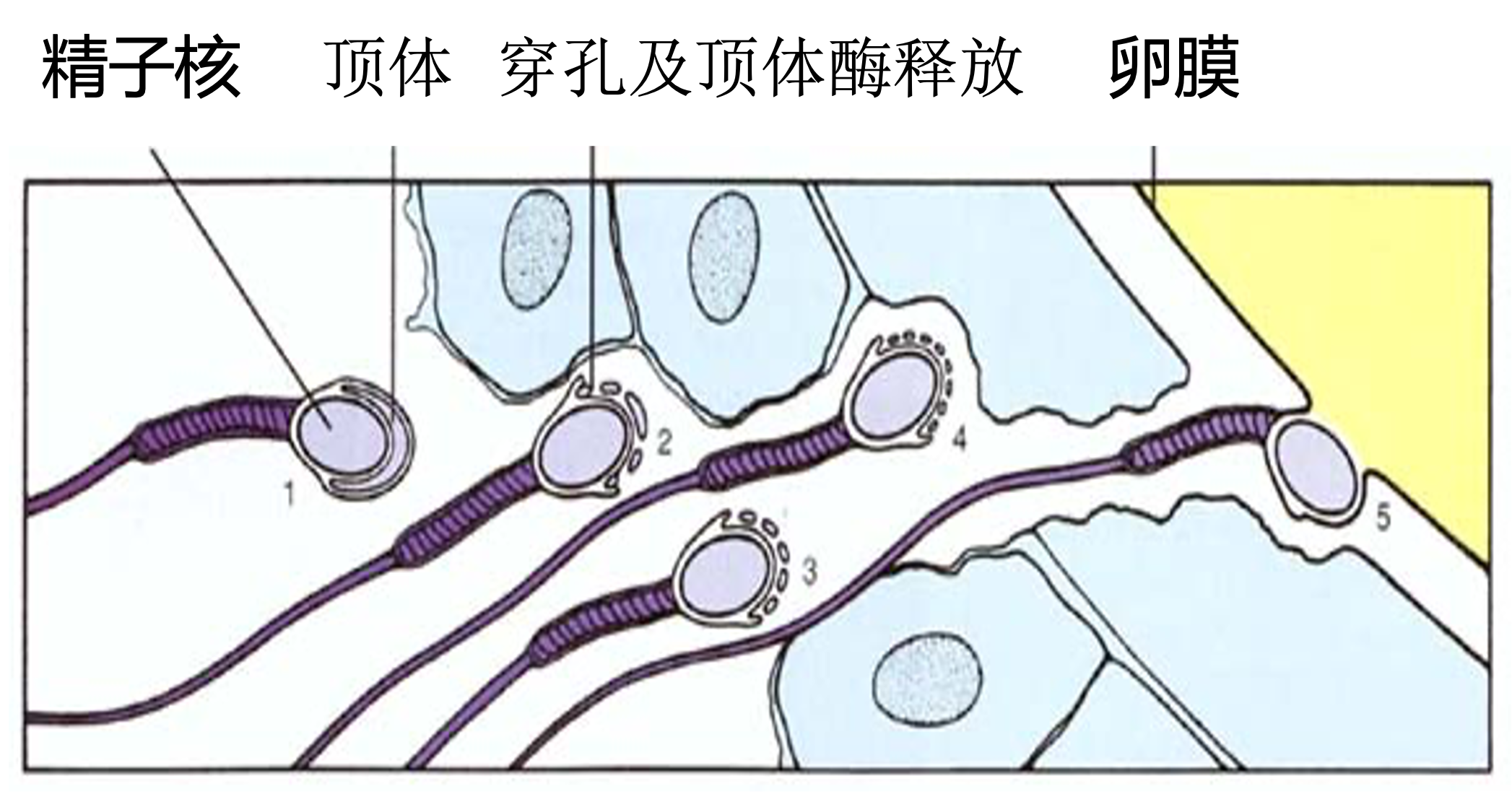
顶体反应

这种结合，是启动顶体反应所必需的。在小鼠（最具特征的哺乳动物系统）中，透明带糖蛋白ZP3负责精子结合，粘附在精子质膜上的蛋白质上。然后 ZP3 参与顶体反应的诱导，从而精子释放顶体囊泡的内容物。随着更多透明带蛋白的鉴定，对其他物种中发生的情况的确切表征变得更加复杂。  
在人类中，受精后五天，囊胚进行透明带孵化；透明带退化和分解，被下面的滋养细胞层取代。透明带对卵母细胞的生长和受精至关重要。

## 结构特征
透明带主要由围绕哺乳动物卵母细胞的交联糖蛋白丝的半透明基质构成，厚度 6.5-20 μm，具体取决于物种。它的形成取决于介导卵壳成分聚合的保守透明带样(ZP) 结构域， 对成功受精至关重要。 在非哺乳动物中，它被称为卵黄膜或卵黄膜。 

## 功能
透明带的厚膜仅允许物种特异性受精；保证单精受精。顶体反应使精子细胞成功粘附和穿透。还允许正确的胚胎发育和大小。负责卵壳的主要糖蛋白被称为精子结合蛋白。 
四种主要的精子结合蛋白或精子受体是ZP1 、 ZP2 、 ZP3和ZP4 。它们与获能精子结合并诱导顶体反应。成功的受精取决于精子穿透卵子周围透明带细胞外基质的能力。在鼠类中：
- ZP3允许物种特异性精子结合
- ZP2介导随后的精子结合
- ZP1交联 ZP2 和 ZP3。

## 免疫避孕
含有ZP 结构域的糖蛋白ZP1、ZP2、ZP3和ZP4是哺乳动物免疫避孕的靶标。
在非哺乳动物中，透明带被称为卵黄膜或包膜，在昆虫中称为卵黄膜，在防止不同物种的杂交繁殖中起着重要作用，尤其是在体外受精的等物种中，如鱼类。
透明带通常用于通过免疫避孕来控制野生动物种群问题。当一种动物的透明带被注射到另一种动物的血液中时，由于免疫反应，它会导致第二种动物不育。这种影响可以是暂时的或永久的，具体取决于所使用的方法。如可以采用天然猪透明带 (PZP)疫苗对野生母马进行避孕处理。